# Plunderer
Plunderer (jap. プランダラ Purandara) – manga autorstwa Sū Minazukiego, publikowana na łamach magazynu „Gekkan Shōnen Ace” od grudnia 2014 do kwietnia 2022. W Polsce prawa do jej dystrybucji nabyło wydawnictwo Waneko.  
Na podstawie mangi studio Geek Toys stworzyło serial anime, który emitowano od stycznia do czerwca 2020.

## Fabuła
Historia rozgrywa się w 305 roku kalendarza Alcjańskiego w postapokaliptycznym świecie zdominowanym przez liczby, w którym każdy człowiek od urodzenia jest oznaczony „licznikiem” rejestrującym ważny aspekt jego życia. Liczba ta dyktuje status społeczny jednostki, przy czym osoby z niższym numerem nie mogą odmówić wykonania rozkazu osoby z numerem wyższym. Jeśli liczba ta spadnie do zera, dany człowiek zostanie na zawsze zepchnięty do „otchłani”. Taki los spotkał matkę Hiny, która zanim została wciągnięta w ciemność, zwróciła się do córki z ostatnią prośbą, a mianowicie o wyruszenie w poszukiwaniu legendarnego „Asa”, bohatera o nieograniczonej sile. Wyczerpująca podróż Hiny przybiera nieoczekiwany obrót, gdy spotyka dziwnego zamaskowanego wojownika, Lichta Bacha, który ma ujemną liczbę.

## Bohaterowie
- Licht Bach (jap. リヒトー=バッハ Rihitō Bahha) / Rihito Sakai (jap. 坂井離人 Sakai Rihitō)

Seiyū: Yoshiki Nakajima 
- Hina Farrow (jap. 陽菜=ファロウ Hina Farou)

Seiyū: Rina Honnizumi 
- Jail Murdoch (jap. ジェイル=マードック Jeiru Mādokku)

Seiyū: Yūichirō Umehara 
- Lynn May (jap. リィン=メイ Ryin Mei)

Seiyū: Ari Ozawa 
- Pele Poporo (jap. ペレ=ポポロ Pere Poporo) / Gespenst Zerlegen (jap. ゲシュペンス=ゼレーゲン Geshupensu Zerēgen)

Seiyū: Aoi Ichikawa 
- Nana Bassler (jap. ナナ=バスーラ Nana Basūra)

Seiyū: Shizuka Itō 
- Mizuka Sonohara (jap. 園原 水花 Sonohara Mizuka)

Seiyū: Aoi Yūki 
- Taketora Doan (jap. 道安 武虎 Dōan Taketora)

Seiyū: Satoshi Hino 
- Tokikaze Sakai (jap. 坂井 時風 Sakai Tokikaze)

Seiyū: Kaito Ishikawa 
- Alexandrov Grigorovich (jap. アレクサンドロフ=グリゴローヴィッチ Arekusandorofu Gurigorōvicchi) / Alan (jap. アラン Aran)

Seiyū: Aoi Yūki 
- Schmerman Bach (jap. シュメルマン=バッハ Shumeruman Bahha)

Seiyū: Toshihiko Seki 
- Firenda (jap. フィレンダ)

Seiyū: Kotono Mitsuishi 
- Saki Ichinose (jap. 一ノ瀬 咲 Ichinose Saki)

Seiyū: Miyu Kubota 
- Genji Akui (jap. 阿久井 玄治 Akui Genji)

Seiyū: Yōhei Azakami 
- Kyouhei Suda (jap. 須田 恭平 Suda Kyōhei)

Seiyū: Tomohito Takatsuka 
- Asumi Sumitani (jap. 住谷 愛純 Sumitani Asumi)

Seiyū: Yukimi Hayase 
- Kyouka Narimiya (jap. 成宮 杏華 Narimiya Kyōka)

Seiyū: Tamaki Orie 

## Manga
Sū Minazuki rozpoczął publikację mangi w czasopiśmie „Gekkan Shōnen Ace” wydawnictwa Kadokawa Shoten 26 grudnia 2014. Ostatni rozdział ukazał się w tym magazynie 26 kwietnia 2022. Seria została zebrana w 21 tankōbonach, wydanych między 25 lipca 2015 a 24 czerwca 2022.
W Polsce mangę wydało Waneko.
| Nr | Język japoński       | Język japoński         | Język polski         | Język polski           |
| Nr | Data wydania         | ISBN                   | Data wydania         | ISBN                   |
| -- | -------------------- | ---------------------- | -------------------- | ---------------------- |
| 1  | 25 lipca 2015        | ISBN 978-4-04-103329-6 | 25 lutego 2019       | ISBN 978-83-8096-555-3 |
| 2  | 25 lipca 2015        | ISBN 978-4-04-103330-2 | 19 kwietnia 2019     | ISBN 978-83-8096-556-0 |
| 3  | 26 listopada 2015    | ISBN 978-4-04-103331-9 | 19 czerwca 2019      | ISBN 978-83-8096-557-7 |
| 4  | 26 kwietnia 2016     | ISBN 978-4-04-103913-7 | 21 sierpnia 2019     | ISBN 978-83-8096-556-0 |
| 5  | 26 lipca 2016        | ISBN 978-4-04-103914-4 | 21 października 2019 | ISBN 978-83-8096-558-4 |
| 6  | 26 grudnia 2016      | ISBN 978-4-04-104877-1 | 13 grudnia 2019      | ISBN 978-83-8096-560-7 |
| 7  | 26 maja 2017         | ISBN 978-4-04-104878-8 | 21 lutego 2020       | ISBN 978-83-8096-561-4 |
| 8  | 26 sierpnia 2017     | ISBN 978-4-04-105995-1 | 21 kwietnia 2020     | ISBN 978-83-8096-562-1 |
| 9  | 26 lutego 2018       | ISBN 978-4-04-106562-4 | 21 czerwca 2020      | ISBN 978-83-8096-563-8 |
| 10 | 26 czerwca 2018      | ISBN 978-4-04-107048-2 | 20 sierpnia 2020     | ISBN 978-83-8096-564-5 |
| 11 | 26 listopada 2018    | ISBN 978-4-04-107612-5 | 21 października 2020 | ISBN 978-83-8096-565-2 |
| 12 | 26 marca 2019        | ISBN 978-4-04-107613-2 | 15 grudnia 2020      | ISBN 978-83-8096-566-9 |
| 13 | 26 lipca 2019        | ISBN 978-4-04-108694-0 | 21 lutego 2021       | ISBN 978-83-8096-567-6 |
| 14 | 26 grudnia 2019      | ISBN 978-4-04-108696-4 | 21 kwietnia 2021     | ISBN 978-83-8096-568-3 |
| 15 | 25 kwietnia 2020     | ISBN 978-4-04-109336-8 | 21 czerwca 2021      | ISBN 978-83-8096-569-0 |
| 16 | 26 sierpnia 2020     | ISBN 978-4-04-109337-5 | 21 sierpnia 2021     | ISBN 978-83-8096-570-6 |
| 17 | 26 stycznia 2021     | ISBN 978-4-04-111102-4 | 21 października 2021 | ISBN 978-83-8096-571-3 |
| 18 | 26 maja 2021         | ISBN 978-4-04-111381-3 | 21 lutego 2022       | ISBN 978-83-8096-572-0 |
| 19 | 26 października 2021 | ISBN 978-4-04-111828-3 | 18 maja 2022         | ISBN 978-83-8096-573-7 |
| 20 | 26 lutego 2022       | ISBN 978-4-04-111829-0 | 19 sierpnia 2022     | ISBN 978-83-8242-363-1 |
| 21 | 24 czerwca 2022      | ISBN 978-4-04-112633-2 | 24 listopada 2022    | ISBN 978-83-8242-424-9 |

## Anime
18 lutego 2018 redakcja magazynu „Gekkan Shōnen Ace” poinformowała, że manga otrzyma adaptację anime. Serial telewizyjny został zanimowany przez studio Geek Toys, za reżyserię odpowiadał Hiroyuki Kanbe, a za scenariusz Masashi Suzuki. Postacie zaprojektowali Yuka Takashina, Yūki Fukuchi i Hiroko Fukuda, muzykę zaś skomponował Junichi Matsumoto. Anime było emitowane od 8 stycznia do 24 czerwca 2020 w stacjach Tokyo MX, KBS, TVA, SUN, BS11 i AT-X. Prawa do streamingu nabyło Funimation. Po przejęciu Crunchyroll przez Sony seria została przeniesiona do tegoż serwisu.

### Ścieżka dźwiękowa
| Nr             | Tytuł                        | Wykonawcy                              | Źródło   |
| Czołówka       | Czołówka                     | Czołówka                               | Czołówka |
| -------------- | ---------------------------- | -------------------------------------- | -------- |
| 1              | „Plunderer”                  | Miku Itō                               | [ 56 ]   |
| 2              | „Kokō no hikari Lonely dark” | Miku Itō                               | [ 57 ]   |
| Napisy końcowe |                              |                                        |          |
| 1              | „Countless Days”             | Rina Honnizumi                         | [ 56 ]   |
| 2              | „Reason of Life”             | Rina Honnizumi, Ari Ozawa, Shizuka Itō | [ 57 ]   |

### Lista odcinków
| №  | Tytuł                                             | Premiera odcinka |
| -- | ------------------------------------------------- | ---------------- |
| 1  | The Legendary Ace (伝説の撃墜王)                  | 8 stycznia 2020  |
| 2  | I Hate You! (だいっきらい！)                      | 15 stycznia 2020 |
| 3  | Uniforms are Uniforms (制服だから仕方ない)        | 22 stycznia 2020 |
| 4  | Ballot Holder (違法所持者)                        | 29 stycznia 2020 |
| 5  | Don’t Apologize, Apologize (謝るな、謝れ)         | 5 lutego 2020    |
| 6  | Hunch (勘)                                        | 12 lutego 2020   |
| 7  | It was Delicious (美味かったよ)                   | 19 lutego 2020   |
| 8  | Demon of the Abyss (アビスの悪魔)                 | 26 lutego 2020   |
| 9  | Plunderer (プランダラ)                            | 4 marca 2020     |
| 10 | Serious (本気)                                    | 11 marca 2020    |
| 11 | Up My Sleeve (とっておき)                         | 18 marca 2020    |
| 12 | Entrance Ceremony (入校式)                        | 1 kwietnia 2020  |
| 13 | Full Stomach (腹いっぱい)                         | 8 kwietnia 2020  |
| 14 | 7 Minutes 12 Seconds (7分12秒)                    | 15 kwietnia 2020 |
| 15 | The Army That Does Not Kill (殺さない軍隊)        | 22 kwietnia 2020 |
| 16 | A War For Waste Disposal (廃棄物処理のための戦争) | 29 kwietnia 2020 |
| 17 | Ace of Flashing Strikes (閃撃の撃墜王)            | 6 maja 2020      |
| 18 | Birth of Alcia (アルシア誕生)                     | 13 maja 2020     |
| 19 | Cheating (浮気)                                   | 20 maja 2020     |
| 20 | Rain (雨)                                         | 27 maja 2020     |
| 21 | Father (父親)                                     | 3 czerwca 2020   |
| 22 | Promise (約束)                                    | 10 czerwca 2020  |
| 23 | Promise (許さない)                                | 17 czerwca 2020  |
| 24 | My Ace (私の撃墜王)                               | 24 czerwca 2020  |